# Царска папрат
Царската папрат или Величествена осмунда (Osmunda regalis) е вид многогодишна папрат. Стъблото ѝ е късо подземно. Листата са големи, двойно перести. Тя има отделни спороносни и стерилни листа. Стерилните са дълги 60-160 cm и широки 20-40 cm, а спороносните са изправени и по-къси – 20-50 cm.
Видът е включен в Червената книга на България с категория 'застрашен'. Включен е и в Закона за биологичното разнообразие, Приложение №3, както и в Закона за лечебните растения.

## Разпространение
Видът обитава гористи местности, мочурливи и заблатени места.
Разпространен е в Европа, Африка, Азия, Северна и Южна Америка. Среща се и в България по поречието на река Струма, в подножието на планина Беласица. През 1992 година е обявена защитената местност „Топлище“, Петричко с цел да се запази естественото находище от царска папрат. На територията на защитената местност се забраняват: строителство, пресушаване на блатото Мухалница и нарушаване на водния режим, събиране на билки и всякакви други дейности, с които се изменя естествения облик на местността.

## Приложение
Величествената осмунда се отглежда като декоративно растение в оранжериите. Корените ѝ се използват при производството на почвени субстрати за орхидеи. Младите издънки са храна за хората в някои части на Света.

## Галерия
- Зрели спороносни листа
- Стерилен лист
- Илюстрация